# ماساجی اوگینو
ماساجی اوگینو (انگلیسی: Masaji Ogino؛ زادهٔ ۸ ژانویهٔ ۱۹۷۰) بازیکن والیبال اهل ژاپن بود.
از باشگاه‌هایی که در آن بازی کرده‌است می‌توان به سانتوری سان‌بردز اشاره کرد.